# Trophée Luc-Robitaille
Le trophée Luc-Robitaille récompense chaque année, la franchise de hockey sur glace de la Ligue de hockey junior Maritimes Québec (LHJMQ) qui a conservé la meilleure moyenne de buts pendant la saison. Jusqu'en 2014, ce trophée récompensait l'équipe qui avait marqué le plus de but.
Le trophée porte le nom du joueur de la LHJMQ Luc Robitaille qui a joué pendant trois saisons pour l'équipe des Olympiques de Hull.
La liste ci-dessous reprend l'équipe qui a gagné le trophée avec le plus de buts marqués en une saison.

## Équipes lauréates du trophée
- Plus de buts marqués
  - 2001-2002 : Drakkar de Baie-Comeau et Cataractes de Shawinigan (288)
  - 2002-2003 : Drakkar de Baie-Comeau (319)
  - 2003-2004 : Olympiques de Gatineau (306)
  - 2004-2005 : Océanic de Rimouski (333)
  - 2005-2006 : Remparts de Québec (349)
  - 2006–2007 : Screaming Eagles du Cap-Breton (308)
  - 2007–2008 : Huskies de Rouyn-Noranda (294)
  - 2008-2009 : Voltigeurs de Drummondville (345)
  - 2009-2010 : Sea Dogs de Saint-Jean (309)
  - 2010-2011 : Sea Dogs de Saint-Jean (324)
  - 2011-2012 : Tigres de Victoriaville (311)
  - 2012-2013 : Mooseheads d'Halifax (347)
  - 2013-2014 : Foreurs de Val-d'Or (306)
- Meilleure moyenne de buts marqués
  - 2014-2015 : Wildcats de Moncton (4,06)
  - 2015-2016 : Huskies de Rouyn-Noranda (4,38)
  - 2016-2017 : Islanders de Charlottetown (4,37)
  - 2017-2018 : Voltigeurs de Drummondville (4,07)
  - 2018-2019 : Voltigeurs de Drummondville (4,97)
  - 2019-2020 : Phoenix de Sherbrooke (4,57)
  - 2020-2021 : Islanders de Charlottetown (4,9)
  - 2021-2022 : Sea Dogs de Saint-Jean (4,51)
  - 2022-2023 : Mooseheads d'Halifax (4,93)
  - 2023-2024 : Voltigeurs de Drummondville (4,5)
  - 2024-2025 : Wildcats de Moncton (4,59)